# Орден Александра Невского (СССР)
О́рден Алекса́ндра Не́вского — советская награда времён Великой Отечественной войны. Учреждён указом Президиума Верховного Совета СССР от 29 июля 1942 одновременно с орденами Суворова и Кутузова для награждения командного состава Красной Армии за выдающиеся заслуги в организации и руководстве боевыми операциями и за достигнутые в результате этих операций успехи в боях за Родину.

## История ордена
В Российской империи существовал орден Святого Александра Невского, которым награждались как военные, так и гражданские лица. В 1917 году он был упразднён вместе с другими царскими орденами.
29 июля 1942 года в СССР был учреждён новый орден Александра Невского как военный орден для награждения командного состава Красной Армии.
Эскиз ордена, выбранный для исполнения, нарисовал старший архитектор института «Центрвоенпроект» Игорь Сергеевич Телятников. Поскольку не сохранилось прижизненных портретов полководца, Телятников поместил на орден профильное изображение артиста Николая Черкасова, исполнившего роль Александра Невского в одноимённом кинофильме. Рисунок ордена был утверждён 20 июля 1942 года.
В статуте изначально определялось, что орденом могут награждаться лишь командиры воинских частей от взвода до полка включительно. Указом Президиума Верховного Совета СССР от 10 ноября 1942 года возможность награждения орденом установлена и для командиров дивизий и бригад.
Орден Александра Невского являлся младшим из «полководческих» орденов. Он был единственным среди них, имеющим только одну степень.
Орденом Александра Невского № 1 был награждён командир батальона морской пехоты 154-й морской стрелковой бригады старший лейтенант (впоследствии подполковник) Иван Назарович Рубан за отражение атаки целого фашистского полка, поддержанной танками, в районе излучины Дона в августе 1942 года (Указ от 5 ноября 1942 года). Рубан разделил свой батальон на три группы, и, используя одну из групп как приманку, заманил крупные силы противника в засаду, после чего две оставшиеся группы атаковали врага. Батальон Рубана уничтожил 7 танков и более 200 вражеских солдат.
Правила ношения ордена, цвет ленты и её размещение на наградной колодке были утверждены Указом Президиума Верховного Совета СССР «Об утверждении образцов и описание лент к орденам и медалям СССР и Правил ношения орденов, медалей, орденских лент и знаков отличия» от 19 июня 1943 года.
За подвиги и заслуги, совершённые в период Великой Отечественной войны, было произведено 42 165 награждений орденом Александра Невского. Пять командиров награждены тремя орденами, 42 человека — двумя. В числе награждённых этим орденом — 1470 воинских частей и соединений Советской Армии и Военно-Морского Флота. В годы Великой Отечественной войны орденом были награждены воины более 13 иностранных государств. На знамени одного из воинских подразделений после реорганизации Вооружённых сил в 1990-е — 2000-е года стало три ордена Александра Невского. После подавления венгерского восстания 1956 года орденом награждались генералы и офицеры.
После распада Советского Союза орден был сохранён в системе государственных наград Российской Федерации постановлением Верховного Совета от 20 марта 1992 года № 2557-I, однако до 2010 года российский орден не имел статута и официального описания, награждения им не производились. 7 сентября 2010 года указом Президента России № 1099 «О мерах по совершенствованию государственной наградной системы Российской Федерации» утверждены статут и описание ордена. В соответствии с новым статутом орден Александра Невского стал общегражданской наградой, а его знак теперь воспроизводит дизайн дореволюционного ордена.

## Статутордена
Орденом Александра Невского награждались командиры Красной Армии, проявившие в боях за Родину в Отечественной войне личную отвагу, мужество и храбрость и умелым командованием обеспечивающие успешные действия своих частей.
Награждение орденом Александра Невского производилось Указом Президиума Верховного Совета СССР.
Орденом Александра Невского награждались командиры дивизий, бригад, полков, батальонов, рот и взводов:
- За проявление, в соответствии с боевым заданием, инициативы по выбору удачного момента для внезапного, смелого и стремительного нападения на врага и нанесение ему крупного поражения с малыми потерями для своих войск;
- За выполнение боевого задания, настойчивую и чёткую организацию взаимодействия родов войск и уничтожение полностью или большей части действующих превосходящих сил противника;
- За командование артиллерийским подразделением или частью, стремительно подавившими артиллерию врага, превосходящую по силе, или уничтожившими огневые точки противника, мешающие продвижению наших частей, или разрушившими группу ДЗОТов и ДОТ, или настойчиво отразившими атаку крупной группы танков, нанеся ей тяжёлый урон;
- За командование танковым подразделением или частью, успешно выполнившими боевую операцию, причинившими большой урон живой силе и технике противника и полностью сохранившими свою материальную часть;
- За командование авиаподразделением или частью, настойчиво и успешно совершившими ряд боевых вылетов, нанёсшими жестокий урон живой силе и технике противника и без потерь вернувшимися на свою базу;
- За стремительные действия и инициативу по расстройству или уничтожению инженерных сооружений противника и обеспечение развития успеха в наступательном порыве наших частей;
- За систематическую организацию бесперебойной разнохарактерной связи и своевременное устранение её повреждений, обеспечившие успех крупных боевых операций войск;
- За умелое и стремительное выполнение десантной операции с наименьшими потерями для наших войск, причинившей большое поражение противнику и обеспечившей успех общей боевой задачи.

Орден Александра Невского носится на правой стороне груди и располагается после ордена Богдана Хмельницкого III степени.

## Описание ордена
Знак ордена Александра Невского представляет собой выпуклую, покрытую рубиново-красной эмалью, пятиконечную звезду на фоне десятиконечной правильной фигуры, на поверхности которой расположены расходящиеся полированные лучи. Красная звезда имеет позолоченные ободки. В середине звезды — круглый окованный щит с рельефным изображением Александра Невского и надписью по окружности выпуклыми буквами: «АЛЕКСАНДР НЕВСКИЙ». Щит окаймлён лавровым позолоченным венком. Нижние концы ветвей венка покрыты фигурным щитком с позолоченным изображением на нём серпа и молота. На фоне лучей десятиконечной фигуры изображены концы двух позолоченных бердышей, скрещённых позади круглого щита. В нижней части ордена скрещены позади фигурного щитка позолоченные: меч, копьё, лук и колчан со стрелами.
Знак ордена Александра Невского изготавливался из серебра. Серебряного содержания в ордене — 37,056±1,387 г. Общий вес ордена — 40,8±1,7 г.
Размер ордена между концом красной звезды и противолежащей вершиной десятиконечной фигуры — 50 мм. Расстояние от центра ордена до вершины любого из эмалевых лучей пятиконечной звезды — 26-27 мм.
Первоначально орден Александра Невского носился на прямоугольной колодке, обтянутой красной муаровой лентой. Колодка изготавливалась двух размеров: 30×21 мм или 29,5×20 мм. В июне 1943 года колодки были отменены, и орден стал изготавливаться с нарезным штифтом с гайкой для прикрепления ордена к одежде.
Лента ордена, для ношения на орденской планке вместо ордена, шёлковая муаровая голубого цвета с продольной красной полосой посередине. Ширина ленты — 24 мм, ширина полоски — 5 мм.
- Орден на почтовых марках и конвертах
- Марка, 1944 год
- Почтовая марка
- Почтовый конверт, 1987 год

## Кавалеры

### Многократные кавалеры ордена Александра Невского

#### Три ордена[7]
- Балашов, Николай Гордеевич (1911—?) — гвардии подполковник, командир 144-го миномётного полка РГКА (14.07.1943, 07.03.1944; 08.06.1945)
- Борисенко, Иван Григорьевич (1911—?) — подполковник, командир 536-го истребительно-противотанкового артиллерийского полка (4.05.1945; 25.05.1945; 04.06.1945)
- Кабанов, Кузьма Кузьмич (1914—?) — капитан, командир батальона в 695-м стрелковом полку, (30.11.1943, 15.04.1944, 13.05.1944)
- Куприненко, Павел Андреевич (1903—1967) — гвардии майор, заместитель командира, командир 146-го гвардейского стрелкового полка 48-й гвардейской стрелковой дивизии (03.04.1944; 19.04.1944; 27.03.1944)
- Невский, Николай Леонтьевич (1912—1990) — гвардии подполковник, командир 818-го артиллерийского полка 223-й стрелковой дивизии (07.11.1944; 02.12.1944; 20.06.1945)

#### Кавалеры советского и российского орденов Александра Невского
- Михайлик, Дмитрий Иванович (1920—2019), генерал-лейтенант (13.02.1944; 03.07.2013)
- Жуган, Николай Павлович (1917—2017), Герой Советского Союза, генерал-майор авиации (18.07.1945; 18.05.2017)
- Гареев, Махмут Ахметович (1923—2019), генерал армии (19.09.1945; 06.05.2018)
- Кирток, Николай Наумович (1920—2022), Герой Советского Союза, полковник (08.03.1945; 07.12.2020)

### Женщины — кавалеры ордена Александра Невского
- Амосова (Тараненко) Серафима Тарасовна (1914—1992) — гвардии капитан (награждена 26.04.1944)
- Бершанская (Бочарова) Евдокия Давыдовна (1913—1982) — гвардии майор (награждена 26.04.1944)
- Ломанова (Тенуева) Галина Дмитриевна (1920—1994) — гвардии лейтенант (награждена 27.12.1944)
- Никулина, Евдокия Андреевна (1917—1993) — гвардии старший лейтенант (награждена 25.10.1943)
- Кравченко (Савицкая) Валентина Флегонтовна (1917—2000) — гвардии капитан (награждена 29.04.1945)
- Санфирова, Ольга Александровна (1917—1944) — гвардии старший лейтенант (награждена 26.04.1944)
- Смирнова, Мария Васильевна (1920—2002) — гвардии старший лейтенант (награждена 25.10.1943)
- Тихомирова, Вера Ивановна (1918—2002) — гвардии лейтенант (награждена 26.04.1944)
- Шолохова, Ольга Митрофановна (1915—2001) — гвардии капитан (награждена 29.04.1945)

### Иностранцы — кавалеры ордена Александра Невского
Соединённые Штаты Америки:
- Борен, Вильям — майор Армии США (18.02.1944)
- Макбрайд, Хорас[англ.] — дивизионный генерал, командир 80-й пехотной дивизии (Указ Президиума Верховного Совета СССР от 13 июня 1945 г.)
- Гильярд, Гарри Л. — полковник, командир 66 танкового полка 2-й американской танковой дивизии (приказ командующего бронетанковыми и механизированными войсками 1 Белорусского фронта № 93/н от 10 июня 1945 г.)[8]
- Донгвилло, Хенри С. — старший лейтенант, командир взвода «И» роты 314 пехотного полка 104 пехотной дивизии(приказ Военного Совета 1 Украинского фронта № 60 от 13 мая 1945 г.)
- Келлог, Вильям — старший лейтенант Армии США (18.02.1944)
- Котиенбю, Альберт Л. — старший лейтенант, командир взвода 273 пехотного полка 69 пехотной дивизии (приказ Военного Совета 1 Украинского фронта № 60 от 13 мая 1945 г.)
- Леверетт, Вильям — майор Армии США (18.02.1944)
- Робертсон, Вилиам Д. — младший лейтенант, командир взвода 273 пехотного полка 69 пехотной дивизии (приказ Военного Совета 1 Украинского фронта № 60 от 13 мая 1945 г.)
- Шанк, Харланд В. — старший лейтенант, командир разведывательного эскадрона 104 пехотной дивизии (приказ Военного Совета 1 Украинского фронта № 60 от 13 мая 1945 г.)

Великобритания:
- Кромбай, Дж. Г. Ф. — капитан Британского ВМФ (21.03.1944)[9]
- Вилльямс (Уильямс), В. Р. Б. — подполковник Британской Армии (Индийская армия) (21.03.1944)[9]
- Беннет, Дональд Клиффорд Тиндалл[англ.] (1910—1986) — вице-маршал авиации (Британские Королевские ВВС) (21.03.1944)[9]

Румыния:
- Камбря, Николае (1900—1976) — генерал-майор, командир 1-й Румынской добровольческой пехотной дивизии имени Тудора Владимиреску (13.11.1944)[10]
- Теклу, Яков (1899—1976) — полковник, начальник штаба 1-й Румынской добровольческой пехотной дивизии имени Тудора Владимиреску (13.11.1944)[10]
- Хаупт, Мирча (1899—1981) — подполковник, и.д. командира 1-й румынской добровольческой пехотной Краснознамённой Дебреценской дивизии имени Тудора Владимиреску (13.11.1944)[10]
- Бадь, Марин (1901— ?) — подполковник, и.д. начальника штаба 1-й Румынской добровольческой пехотной дивизии имени Тудора Владимиреску (13.11.1944)[10]

Франция:
- Риссо, Жозеф (1920—2005) — лётчик полка «Нормандия-Неман» (23.02.1945)[11]
- Матрас, Пьер Эмиль (1914—1998) — лётчик полка «Нормандия-Неман» (04.06.1945)[12]
- Соваж, Роже (1917—1977) — лётчик полка «Нормандия-Неман» (04.06.1945)[13]
- Дельфино, Луи (1912—1968) — командир полка «Нормандия-Неман» (05.05.1965)
- Кюффо, Леон (1911—2002) — лётчик полка «Нормандия-Неман» (05.05.1965)
- Пуйяд, Пьер (1911—1979) — командир полка «Нормандия-Неман» (08.05.1965)

Чехословакия:
- Гаш, Имрих Андреевич — капитан, командир батальона 1 отдельной Чехословацкой танковой бригады (Указ Президиума Верховного Совета СССР от 10 августа 1945 г.)
- Ондик Андрей Андреевич — поручик, командир танковой роты 1 отдельной Чехословацкой танковой бригады.(Указ Президиума Верховного Совета СССР от 10 августа 1945 г.)
- Петрас Сергей Владиславович — надпоручик, командир мотострелкового батальона 1 отдельной Чехословацкой танковой бригады.(Указ Президиума Верховного Совета СССР от 10 августа 1945 г.)